# Persoonia stricta
Persoonia stricta är en tvåhjärtbladig växtart som beskrevs av Charles Austin Gardner och Peter Henry Weston. Persoonia stricta ingår i släktet Persoonia och familjen Proteaceae. Inga underarter finns listade i Catalogue of Life.